# 陸上自衛隊幹部候補生学校

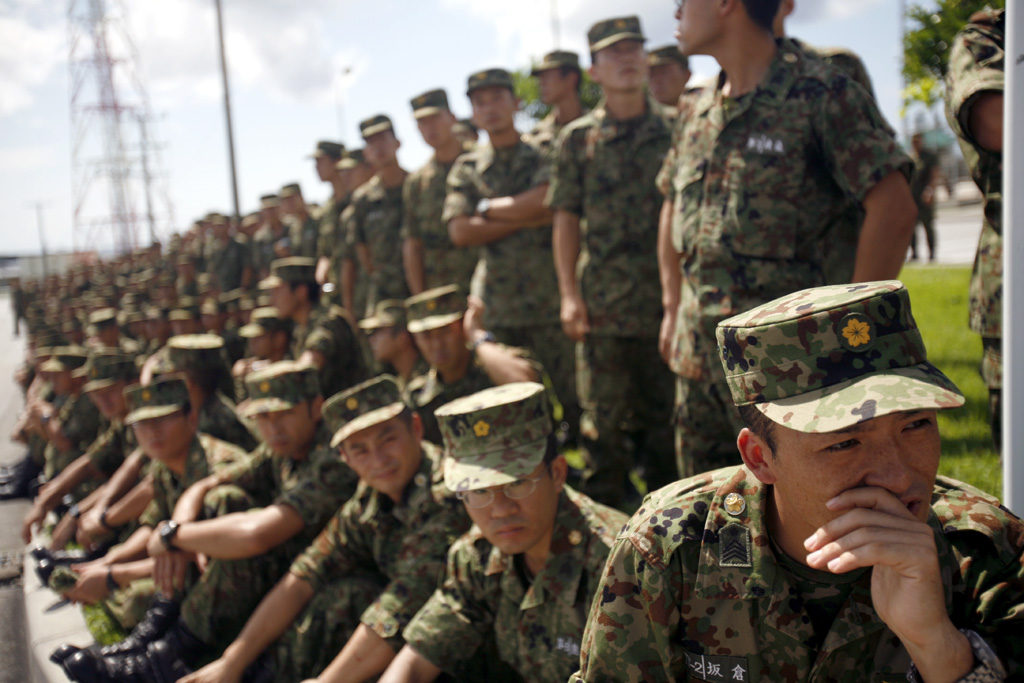
陸上自衛隊幹部候補生学校の学生（陸曹長）

陸上自衛隊幹部候補生学校（りくじょうじえいたいかんぶこうほせいがっこう、JGSDF Officer Candidate School、OCS）は、陸上自衛隊前川原駐屯地（福岡県久留米市）内に所在する防衛大臣直轄機関（学校）の一つである。旧陸軍や各国陸軍の士官学校に相当する。

## 概要

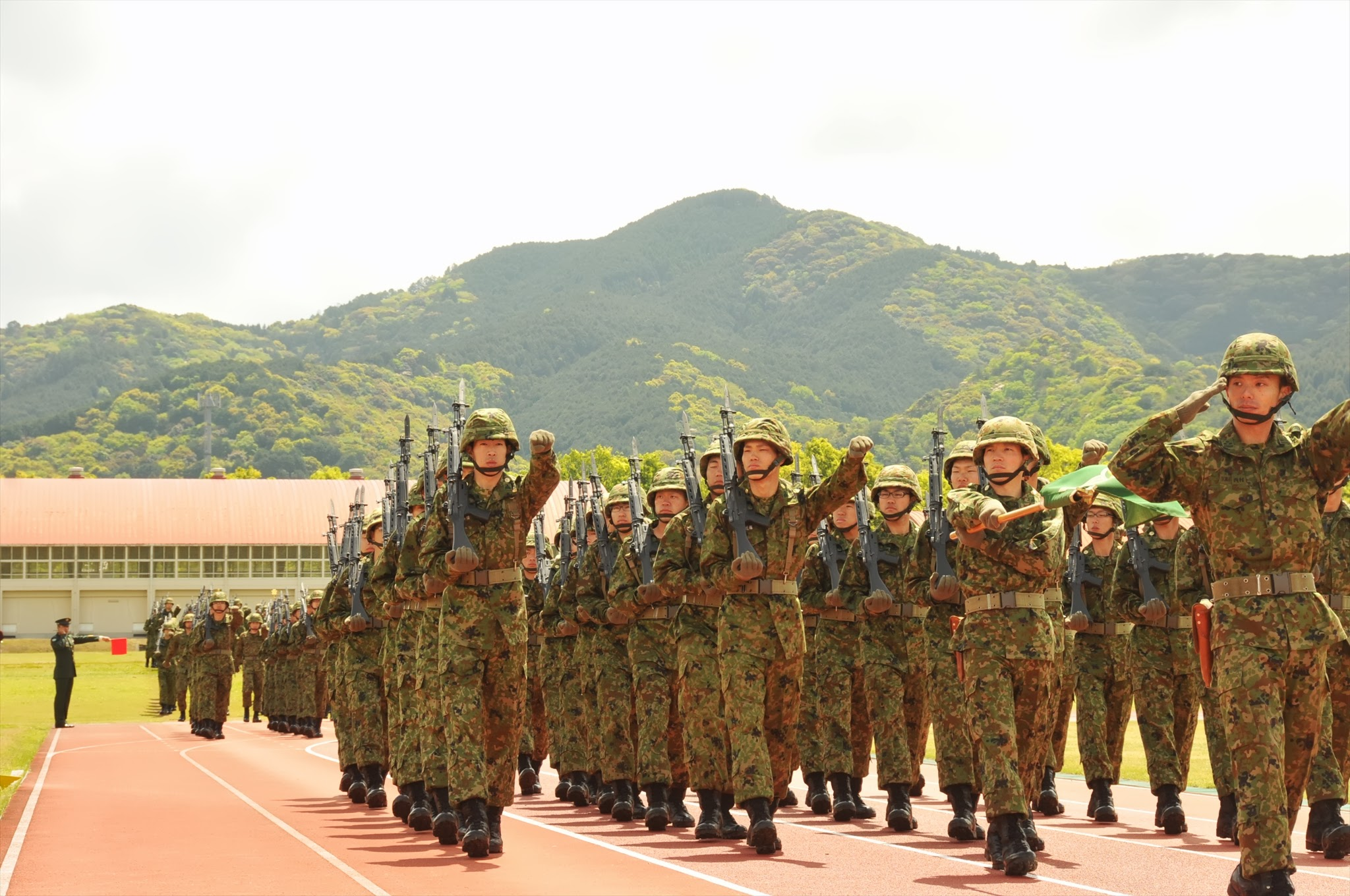
幹部候補生学校開校59周年記念行事（2013年4月21日）

陸上自衛隊の初級幹部として必要な共通的知識および技能を修得させるための教育訓練を行う。同駐屯地は久留米第一陸軍予備士官学校の跡地である。
入校対象者は、防衛大学校出身者（B課程）、一般大学出身者（U課程）、部内選抜者（I課程）、陸曹航空操縦学生出身（A課程）および体育学校出身者（Y課程）からなる一般幹部候補生と防衛医科大学校医学科出身、一般大学医学部・歯学部出身からなる医科歯科幹部候補生（M・D課程）、防衛医科大学校看護学科自衛官コース出身からなる看護科幹部候補生（NB課程）、一般大薬学部出身からなる薬剤科幹部候補生（P課程）、看護陸曹で看護師国家試験合格者からなる幹部基礎（看護師）課程（N課程）から構成され、一部課程の候補生を除き、入校と同時に幹部候補生たる陸曹長の自衛官に任命される。
平成19年度入校の第88期（BU）課程の幹部候補生からB、UおよびPの混在教育が始まり、教育期間もB・U・P同一期間（約9か月）になった。平成26年度入校の第95期（BU）課程の幹部候補生からは、OCS入校中に全員普通科連隊（iR）で隊付教育を受け、OCS卒業後に各々の職種部隊に配属され隊付教育を経て3尉（大学院修士課程修了者は2尉）任官となるよう制度変更になった。
医科歯科幹部候補生は6週間教育を受ける。内容は、一般教養・防衛学・戦史・語学・体育・武器訓練など多岐にわたる。また、医科歯科幹部候補生で医師国家試験に合格したものは、OCS卒業後2等陸尉に任ぜられ、実習に入る（医師国家試験・歯科医師国家試験不合格者は合格までは、当初は衛生職種陸曹として、候補生を命ぜられて1年経過した後は衛生職種幹部・3尉として勤務する事になる）。
以前は、部内の准尉・曹長からの選抜者の一部からなる3尉候補者（SLC課程）の教育も実施していたが、現在SLC課程は各職種学校が教育を担任している。
構内には74式戦車のほか、本州以外では唯一90式戦車の試作車1両が展示されている（試作車は3台あり、朝霞駐屯地の陸上自衛隊広報センター、土浦駐屯地に展示されている）。

## 伝統行事

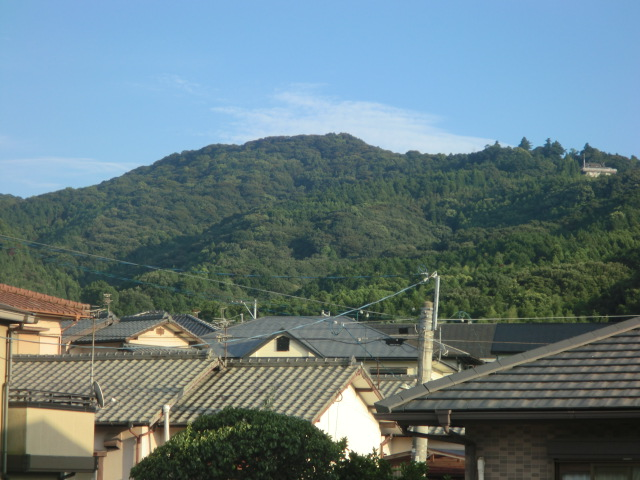
高良山

伝統行事として、当幹部候補生学校から九州自動車道側道を経由して高良山（こうらさん）を登り、高良大社までの5.6kmを走破する「高良山登山走」がある（BU、I課程の候補生の卒業条件として、この登山走で規定タイム（現行で男子30分以内、女子35分30秒以内）で走破する必要がある。1966年に円谷幸吉が39期I生として入校した際にはこの登山走で2019年現在も破られていない18分9秒のタイムを叩き出しているが、これも含めた入校後のオーバーワークで腰痛が再発したため、結果として陸上選手としての寿命を縮めることになる。それに前後してプライベートでも苦悩していた彼は、2年後に自ら命を絶つこととなってしまう）。
高良山登山走は警察予備隊時代の1952年（昭和27年）に総隊普通科学校の幹部候補生隊に所属していた元海軍少佐の鈴木靖隆が考案したものである。自身の戦場での経験から、幹部候補生にも限界を体験させる事が大事であるとして海軍兵学校時代に行った弥山登山の経験を元に高良山登山走を考案したといわれる。その後、準備期間を経て1955年（昭和30年）から正式に開始された。
他の伝統行事には「藤山武装障害走」と「100km行軍」がある。藤山武装障害走は自然の地形を利用した2.2km程の専用の武装障害走路にて行われ、完全武装で様々な障害を乗り越えながら実弾による射撃、手榴弾投擲を実施する。藤山武装障害走は元々1975年（昭和50年）ころから高良山周辺の交通事情が悪化したため、その代わりとなる走路の設置が検討され始めた。1977年（昭和52年）に当時の校長である武岡淳彦陸将が実戦に近い形で鍛練を行う為に走路を設置して武装障害走を行う事が決定され、1988年（昭和53年）から訓練が開始された。当初は単に「武装障害走」と称していたが、2001年（平成13年）から現在の名称になった。
100km行軍はOCSでの訓練の総仕上げとして行われ、100kmの山道を踏破した後で戦闘訓練を行うものである。訓練は2夜3日をかけて筑紫山系の山々を舞台に行われ、体力・気力の限界を超えると共に指揮統率を学ぶ「総合訓練」である。 山での行進訓練は開校以来行われていたが、1956年（昭和31年）から伝統行事として行われるようになった。当初は脊振山で行われていたが、コースを変えながら現在に至っている。100km行軍では沿道に防衛協会の会員や一般市民も集まって激励を行う。
また、訓練とは別に、給食等にも伝統を受け継いでいる。「前川原名物料理」として、九州・沖縄の各県の名物料理を月変わりで給食にしたり、毎週水曜日を「ちゃんぽんの日」とし、「剛健ちゃんぽん」（平成14年4月に開発、幹部候補生学校の名物として作られた、野菜の多いちゃんぽん）や「幹候ラーメン」（久留米ラーメンの流れをくむという）といった麺類を提供したりすることで、九州・沖縄および、久留米・前川原への地への愛着心・愛校心を涵養しているという。

## 沿革
- 1951年（昭和26年）

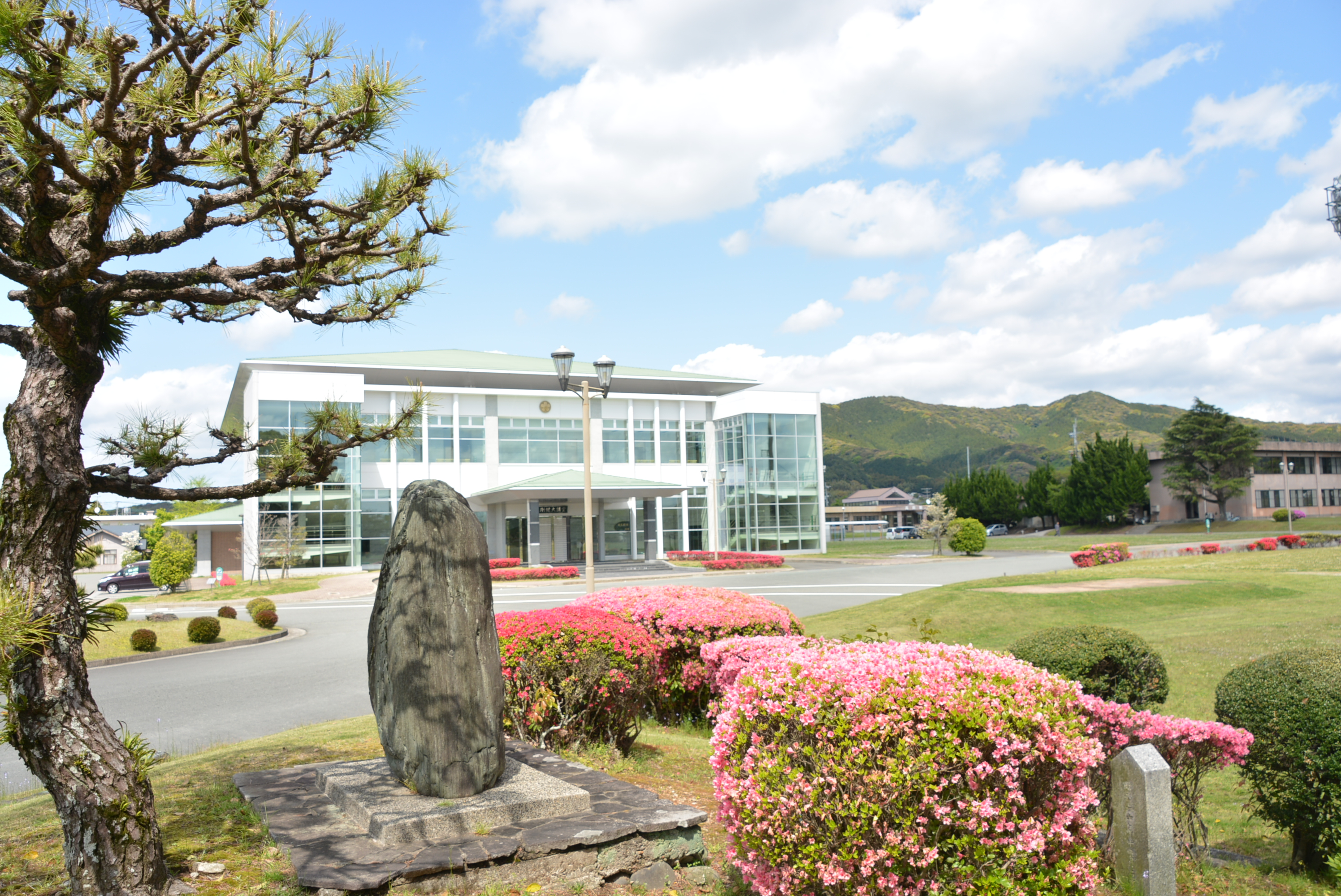
剛健大講堂。

  - 6月11日：神奈川県久里浜の警察予備隊総隊学校第1部において初級幹部教育開始。
  - 12月28日：総隊学校第1部を廃止し、警察予備隊総隊普通科学校を久留米第一陸軍予備士官学校跡地の現在地に設置。
- 1952年（昭和27年）
  - 1月15日：警察予備隊総隊普通科学校が編成完結。
  - 3月18日：総隊普通科学校内に幹部候補生隊を編成。
  - 5月12日：公募（一般大学卒業者）一般幹部候補生課程（U）の教育開始。
- 1953年（昭和28年）5月18日：陸曹特別学生課程の教育開始。

陸上自衛隊幹部候補生学校
- 1954年（昭和29年）7月5日：幹部候補生教育を行う機関として陸上自衛隊幹部候補生学校を設置。
- 1957年（昭和32年）4月10日：防衛大学校出身の一般幹部候補生課程（B）の教育開始。
- 1958年（昭和33年）6月25日：教育部及び学生隊が新設。
- 1959年（昭和34年）8月13日：学校長に隷属していた前川原駐屯地業務隊、第325診療隊、第360会計隊を吸収して、新たに企画室および総務部が設置。
- 1960年（昭和35年）7月：幹部候補生学校が前川原に恒久的に駐屯することが決定。
- 1963年（昭和38年）10月8日：陸曹特別学生課程を3尉候補者課程（SLC）と改称。
- 1964年（昭和39年）3月：本部庁舎・大講堂・銃剣道場・営内隊舎落成。
- 1973年（昭和48年）4月7日：幹部基礎課程（OPC）の教育開始。
- 1974年（昭和49年）8月1日：幹部候補生学校教導隊を編成。
- 1980年（昭和55年）
  - 4月7日：一般幹部候補生課程（WAC）教育開始。
  - 4月18日：医科歯科幹部候補生課程（MD）教育開始。
- 1986年（昭和61年）6月4日：幹部基礎課程が廃止。
- 1996年（平成08年）4月：防大出身者初の女子候補生入校に伴い、WAC課程が廃止。
- 2003年（平成15年）3月27日：陸上自衛隊の後方支援体制変換に伴い、学校改編。整備員等を西部方面後方支援隊に集約・統合。

## 組織編成
- 企画室

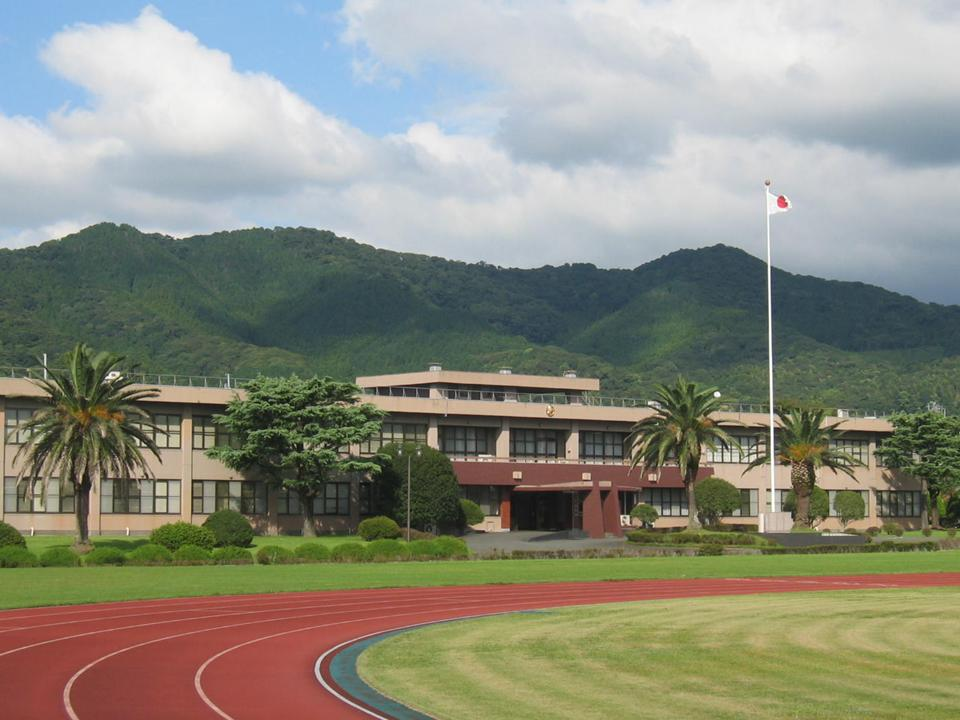
学校本館

- 総務部：学校の総務事務および前川原駐屯地の管理業務を担当
  - 総務課
  - 管理課
  - 会計課
  - 衛生課
  - 教材課
- 教育部
  - 教務課
  - 主任教官
  - 学校教官
- 学生隊
- 幹部候補生学校教導隊：入校学生に対する教育支援を担当

## 主要幹部
| 官職名                                         | 階級    | 氏名     | 補職発令日     | 前職                                 |
| ---------------------------------------------- | ------- | -------- | -------------- | ------------------------------------ |
| 陸上自衛隊幹部候補生学校長 兼 前川原駐屯地司令 | 陸将補  | 香川賢士 | 2025年03月24日 | 第1特科団長 兼 北千歳駐屯地司令      |
| 副校長 兼 企画室長                             | 1等陸佐 | 深水秀任 | 2025年03月24日 | 陸上幕僚監部装備計画部航空機課長     |
| 総務部長                                       | 1等陸佐 | 一宮大介 | 2023年03月13日 | 第24普通科連隊長 兼 えびの駐屯地司令 |
| 教育部長                                       | 1等陸佐 | 長友康   | 2025年08月01日 | 陸上自衛隊九州補給処総務部長         |
| 学生隊長                                       | 1等陸佐 | 二宮充史 | 2023年12月22日 | 第11普通科連隊長                     |

| 代                               | 氏名                             | 在職期間                         | 出身校・期                       | 前職                                                                                    | 後職                                         |                                  |
| 警察予備隊（保安隊）普通科学校長 | 警察予備隊（保安隊）普通科学校長 | 警察予備隊（保安隊）普通科学校長 | 警察予備隊（保安隊）普通科学校長 | 警察予備隊（保安隊）普通科学校長                                                        | 警察予備隊（保安隊）普通科学校長             | 警察予備隊（保安隊）普通科学校長 |
| -------------------------------- | -------------------------------- | -------------------------------- | -------------------------------- | --------------------------------------------------------------------------------------- | -------------------------------------------- | -------------------------------- |
| 01                               | 太田庄次 （1等警察正）           | 1952.1.15 - 1952.8.22            | 陸士42期・ 陸大54期              |                                                                                         | 第1管区幕僚長                                |                                  |
| 02                               | 浜名政雄 （保安監補）            | 1952.8.23 - 1954.1.28            | 日本大学 昭和8年卒               | 警察予備隊総隊学校長 →1952.5.2                                                          | 第一幕僚監部第3部勤務                        |                                  |
| 末                               | 平井重文 （1等保安正）           | 1954.1.29 - 1954.8.19            | 陸士40期・ 陸大51期              | 第10連隊長 兼 大村駐とん地部隊長                                                        | 陸上自衛隊幹部候補生学校長 ※1954.7.1から兼任 |                                  |
| 陸上自衛隊幹部候補生学校長       |                                  |                                  |                                  |                                                                                         |                                              |                                  |
| 01                               | 平井重文                         | 1954.7.1 - 1959.3.16             | 陸士40期・ 陸大51期              | 保安隊普通科学校長 ※1954.8.19まで兼任 →1956.8.16 陸将補昇任                             | 第8混成団長                                  |                                  |
| 02                               | 菅谷義夫                         | 1959.3.17 - 1960.7.31            | 陸士43期・ 陸大52期              | 陸上自衛隊幹部候補生学校副校長                                                          | 防衛大学校幹事                               |                                  |
| 03                               | 梅澤治雄                         | 1960.8.1 - 1961.7.31             | 陸士44期・ 陸大51期              | 陸上自衛隊富士学校副校長                                                                | 陸上自衛隊幹部学校副校長 兼 企画室長         |                                  |
| 04                               | 大島輝之助                       | 1961.8.1 - 1964.3.15             | 東京帝国大学 昭和12年卒          | 東部方面総監部幕僚長 兼 市ヶ谷駐とん地司令 →1963.7.1 陸将昇任                           | 陸上自衛隊武器補給処長 兼 霞ケ浦駐とん地司令 |                                  |
| 05                               | 藤井一美                         | 1964.3.16 - 1965.7.15            | 陸士45期・ 陸大53期              | 第10師団副師団長 兼 守山駐とん地司令                                                    | 陸上自衛隊富士学校副校長                     |                                  |
| 06                               | 濤川馨一 （陸将）                | 1965.7.16 - 1967.3.19            | 東京帝国大学 昭和13年卒          | 陸上幕僚監部第4部長                                                                     | 第6師団長                                    |                                  |
| 07                               | 上妻正康                         | 1967.3.20 - 1968.3.15            | 陸士47期・ 陸大55期              | 西部方面総監部幕僚長 兼 健軍駐とん地司令 →1967.3.16 幹部候補生学校付 →1967.7.1 陸将昇任 | 第2師団長                                    |                                  |
| 08                               | 大槻光武                         | 1968.3.16 - 1969.6.30            | 京都帝国大学 昭和13年卒          | 第10師団副師団長 兼 守山駐とん地司令 →1968.7.1 陸将昇任                                 | 第8師団長                                    |                                  |
| 09                               | 青木香                           | 1969.7.1 - 1970.12.21            | 陸士49期・ 陸大58期              | 陸上自衛隊幹部学校副校長 兼 企画室長 →1970.1.1 陸将昇任                                 | 第11師団長                                   |                                  |
| 10                               | 高田安董                         | 1970.12.22 - 1972.3.15           | 陸士50期・ 陸大60期              | 富士教導団長 →1971.1.1 陸将昇任                                                         | 第4師団長                                    |                                  |
| 11                               | 大元重夫 （陸将）                | 1972.3.16 - 1974.7.1             | 陸士51期・ 陸大60期              | 自衛隊東京地方連絡部長                                                                  | 退職                                         |                                  |
| 12                               | 増田護 （陸将）                  | 1974.7.1 - 1976.7.1              | 陸士53期・ 陸大59期              | 陸上自衛隊輸送学校長                                                                    | 退職                                         |                                  |
| 13                               | 武岡淳彦 （陸将）                | 1976.7.1 - 1978.7.1              | 陸士55期                         | 陸上自衛隊幹部学校副校長 兼 企画室長                                                    | 退職                                         |                                  |
| 14                               | 横山登 （陸将）                  | 1978.7.1 - 1980.3.24             | 陸士57期                         | 陸上自衛隊富士学校副校長                                                                | 退職                                         |                                  |
| 15                               | 中村薫正 （陸将）                | 1980.3.24 - 1981.7.1             | 陸士58期                         | 中部方面総監部幕僚長 兼 伊丹駐とん地司令                                                | 退職                                         |                                  |
| 16                               | 亀井輝                           | 1981.7.1 - 1982.6.30             | 海兵75期                         | 陸上幕僚監部監察官 →1982.3.16 陸将昇任                                                  | 第1師団長                                    |                                  |
| 17                               | 南敏彌 （陸将）                  | 1982.7.1 - 1985.3.16             | 陸士61期                         | 第2混成団長 兼 善通寺駐屯地司令                                                         | 退職                                         |                                  |
| 18                               | 定榮洲弘                         | 1985.3.16 - 1986.3.16            | 中央大学 昭和29年卒              | 第1教育団長 兼 武山駐屯地司令 →1985.5.1 陸将昇任                                        | 第12師団長                                   |                                  |
| 19                               | 白井健児 （陸将）                | 1986.3.17 - 1987.7.7             | 早稲田大学 昭和28年卒            | 陸上自衛隊北海道地区補給処長 兼 島松駐屯地司令                                          | 退職                                         |                                  |
| 20                               | 東俊                             | 1987.7.7 - 1989.6.29             | 防大1期                          | 第1施設団長 兼 朝霞駐屯地司令                                                           | 第5師団長                                    |                                  |
| 21                               | 澤田憲一                         | 1989.6.30 - 1991.3.15            | 防大3期                          | 陸上自衛隊富士学校機甲科部長                                                            | 第1師団長                                    |                                  |
| 22                               | 木家勝                           | 1991.3.16 - 1993.6.30            | 防大6期                          | 第1空挺団長 兼 習志野駐屯地司令                                                         | 第13師団長                                   |                                  |
| 23                               | 山口賢介                         | 1993.7.1 - 1995.3.22             | 防大7期                          | 陸上幕僚監部調査部長                                                                    | 第3師団長                                    |                                  |
| 24                               | 松園忠臣                         | 1995.3.23 - 1996.6.30            | 防大8期                          | 陸上幕僚監部監察官                                                                      | 第11師団長                                   |                                  |
| 25                               | 福田忠典                         | 1996.7.1 - 1998.6.30             | 防大11期                         | 陸上幕僚監部監察官                                                                      | 第1師団長                                    |                                  |
| 26                               | 竹田治朗                         | 1998.7.1 - 2001.3.26             | 防大13期                         | 第11師団副師団長 兼 真駒内駐屯地司令                                                    | 陸上自衛隊研究本部長                         |                                  |
| 27                               | 青木勉                           | 2001.3.27 - 2002.3.21            | 防大14期                         | 陸上幕僚監部監察官                                                                      | 第1師団長                                    |                                  |
| 28                               | 直海康寛                         | 2002.3.22 - 2004.3.28            | 防大16期                         | 第1空挺団長 兼 習志野駐屯地司令                                                         | 第11師団長                                   |                                  |
| 29                               | 渡邊隆                           | 2004.3.29 - 2006.8.3             | 防大21期                         | 東部方面総監部幕僚副長                                                                  | 陸上幕僚監部教育訓練部長                     |                                  |
| 30                               | 柴田幹雄                         | 2006.8.4 - 2007.7.2              | 防大19期                         | 陸上自衛隊中央業務支援隊長 兼 市ヶ谷駐屯地司令                                          | 北部方面総監部幕僚長 兼 札幌駐屯地司令       |                                  |
| 31                               | 番匠幸一郎                       | 2007.7.3 - 2009.3.23             | 防大24期                         | 西部方面総監部幕僚副長                                                                  | 陸上幕僚監部防衛部長                         |                                  |
| 32                               | 松村五郎                         | 2009.3.24 - 2010.7.25            | 東京大学 昭和56年卒              | 東部方面総監部幕僚副長                                                                  | 陸上幕僚監部人事部長                         |                                  |
| 33                               | 森山尚直                         | 2010.7.26 - 2011.8.4             | 防大26期                         | 自衛隊東京地方協力本部長                                                                | 陸上幕僚監部防衛部長                         |                                  |
| 34                               | 田浦正人                         | 2011.8.5 - 2013.12.17            | 防大28期                         | 中央即応集団副司令官                                                                    | 北部方面総監部幕僚長 兼 札幌駐屯地司令       |                                  |
| 35                               | 前田忠男                         | 2013.12.18 - 2015.3.29           | 防大31期                         | 第1空挺団長 兼 習志野駐屯地司令                                                         | 陸上自衛隊研究本部総合研究部長               |                                  |
| 36                               | 大庭秀昭                         | 2015.3.30 - 2017.3.26            | 防大30期                         | 第10師団副師団長 兼 守山駐屯地司令                                                      | 北部方面総監部幕僚長 兼 札幌駐屯地司令       |                                  |
| 37                               | 鬼頭健司                         | 2017.3.27 - 2019.3.31            | 東京大学 昭和63年卒              | 中央即応集団副司令官                                                                    | 東部方面総監部幕僚長 兼 朝霞駐屯地司令       |                                  |
| 38                               | 藤岡史生                         | 2019.4.1 - 2021.12.21            | 防大36期                         | 北部方面総監部幕僚副長                                                                  | 陸上幕僚監部人事教育部長                     |                                  |
| 39                               | 石原由尊                         | 2021.12.22 - 2023.3.29           | 防大40期                         | 陸上幕僚監部運用支援・訓練部 運用支援課長                                               | 西部方面総監部幕僚副長                       |                                  |
| 40                               | 吉川德等                         | 2023.3.30 - 2024.3.23            | 防大41期                         | 陸上幕僚監部防衛部防衛課長                                                              | 西部方面総監部幕僚副長                       |                                  |
| 41                               | 香川賢士                         | 2025.3.24 -                      | 防大42期                         | 第1特科団長 兼 北千歳駐屯地司令                                                         |                                              |                                  |

## アクセス
- 車の場合：県道752号を国分・高良内方面へ。その後「聴覚支援学校前」交差点の一つ先の交差点で左折。
- 公共交通機関の場合
  1. JR久留米駅もしくは西鉄久留米駅下車
  2. 駅前バス乗り場（JR：1番乗り場、西鉄：2番乗り場）より西鉄バス青峰団地行き（3番・1番）に乗車し、「自衛隊幹部候補生学校」で下車。